# Улица Митрополита Василия Липковского (Киев)
Улица Митрополита Василия Липковского (укр. Вулиця Митрополита Василя Липківського) — улица в Соломенском районе Киева, местность Соломенка. Пролегает от площади Петра Кривоноса до Соломенской площади.  Длина — 1,5 км.
История улицы началась в XIX веке, с 1909 по 1926 года носила название  Игнатьевская, в честь графа Игнатьева. Продолжительное время называлась  улица Урицкого (1926—1941, 1943—2012). Современное название получила в честь митрополита УАПЦ, религиозного деятеля и настоятеля Софийского собора — Василия Липковского.
Проходит Соломенский железнодорожный путепровод.